# Stanisława Rączko
Stanisława Rączko, także Rączka (ur. 1 września 1911 w Brześcianach koło Sambora, zm. 28 sierpnia 1997 w Sosnowcu) − polska instruktorka harcerska, pedagog, współtwórczyni, kierownik i reżyser Teatru Lalek "Rabcio" w Rabce.

## Życiorys
Była córką Jana i Marii Rączków. Ukończyła Państwowe Pedagogium w Krakowie, specjalizując się w pedagogice specjalnej. Od 1936 pracowała jako nauczycielka w Instruktorskiej Szkole Harcerskiej na Buczu koło Górek Wielkich (ziemia cieszyńska). W chwili wybuchu II wojny światowej przebywała na ziemiach zajętych niebawem przez okupanta niemieckiego i uniknęła losu reszty rodziny, która pod rządami radzieckimi została wywieziona z Brześcian za Ural. W latach okupacji aktywnie udzielała się w Pogotowiu Harcerek.
Po wojnie była wizytatorem i naczelnikiem Wydziału Opieki nad Dzieckiem Kuratorium Okręgu Szkolnego we Wrocławiu. W 1948 przeniosła się do Rabki, gdzie pracowała jako kierownik pedagogiczny oraz kierownik szkoły w Zespole Sanatoryjnym. Jej podopiecznymi były dzieci chore na gruźlicę, przebywające na leczeniu sanatoryjnym. Z inicjatywy Stanisławy Rączko niebawem przystąpiono do organizacji amatorskiej sceny lalkowej; główna inicjatorka znalazła wsparcie w osobach Olgierda Sawickiego, plastyka, Stanisława Ciężadlika, artysty ludowego z Mszany Dolnej, oraz Władysława Biedronia. Tworzyli oni rekwizyty, stroje, lalki, a Sawicki zaprojektował również przenośną scenę. Pierwsze przedstawienie, O krasnoludkach i sierotce Marysi według Marii Konopnickiej, miało premierę 12 listopada 1949. Reżyserką spektaklu była Stanisława Rączko, Olgierd Sawicki wykonał dekoracje, muzyka była dziełem Zofii Konopczyny. Przy okazji pierwszego przedstawienia wybrano wspólnie z publicznością nazwę dla teatru — "Rabcio-Zdrowotek".
W pierwszych latach "Rabcio" działał jako scena ruchoma, dając przedstawienia w osiemnastu działających ówcześnie sanatoriach Rabki, jak również w innych okolicznych miejscowościach. Większe wsparcie amatorski zespół zyskał wraz z uznaniem znaczenia terapeutycznego tej pracy przez lekarzy i pedagogów. Aktorzy amatorzy przeszli profesjonalne szkolenia, prowadzone przez artystów krakowskich; zajęcia z dykcji i emisji głosu prowadził przebywający na stałe w Rabce Marian Sobański, śpiewak i przedwojenny dyrektor Teatru Polskiego w Katowicach. Stanisława Rączko, która w latach 1949-1961 była reżyserką niemal wszystkich przedstawień teatru (łącznie piętnastu), 1 maja 1953 otrzymała oficjalną nominację Ministerstwa Kultury na kierownika i reżysera "Rabcia". W 1961 doczekała się filmowej adaptacji animowanej swojego scenariusza Wojtuś i Bacuś w reżyserii Jerzego Kotowskiego (w łódzkim studiu Se-ma-for). W 1971, już po wyjeździe założycielki sceny z Rabki, teatr "Rabcio" zyskał status sceny zawodowej.
Stanisława Rączko opuściła Rabkę w 1964. Przez kolejne trzy lata prowadziła Ośrodek Szkoleniowo-Wychowawczy "Helenów" w Warszawie, dla chłopców z marginesu społecznego w wieku 7-12 lat. Później pracowała jako pedagog w Instytucie Matki i Dziecka oraz w Szkole Podstawowej Specjalnej nr 123 w Warszawie. W 1975 przeszła na emeryturę. Kilkakrotnie wyjeżdżała do USA, gdzie również prowadziła działalność oświatową, skierowaną szczególnie do polonijnego harcerstwa. Pod koniec życia została wyróżniona Krzyżem Zasługi dla ZHP z Mieczami i Rozetą, które to odznaczenie wysoko sobie ceniła. Zmarła 28 sierpnia 1997 w Sosnowcu, pochowana została na cmentarzu parafialnym przy katedrze pod wezwaniem Chrystusa Króla w Katowicach.
W Słowniku biograficznym Rabki scharakteryzowana została jako rozmiłowana w swojej pracy osoba, która "umiała z niezwykłym talentem i intuicją pedagogiczną pomagać dziecku w jego życiu sanatoryjnym, kiedy było ono izolowane przez długi czas od swoich zajęć". Teatr lalek stanowił jedną z form takiej pomocy. Współautorka jubileuszowego opracowania "Rabcio". 40-lecie Państwowego Teatru Lalek w Rabce 1949-1990 (1990) Dorota Stojowska wyraziła opinię, że rabczańską scenę lalkową "można by było nazwać <<Teatrem imienia pani Stanisławy Rączko>>".